# 2005년 서울국제여성영화제
제7회 서울국제여성영화제는 2005년 4월에 개최된 영화제이다. 아트레온 1/2/4관에서 개최되었으며 사회자는 배유정이다.

## 수상 및 후보

### 최우수상
- 생리해서 좋은 날 - 김보정 수상

### 우수상
- 가리베가스 - 김선민 수상
- 인간적으로 정이 안 가는 인간 - 송원평 수상

### 관객상
- 생리해서 좋은 날 - 김보정 수상
- 다큐멘터리 옥랑문화 수상작
- 쇼킹패밀리 - 이경순 수상
- 2번 시다 - 이혜란 수상
- 엄마를 찾아서 - 정호현 수상

### 여성신문상
- 마마상, Remember Me This Way - 김일란,조혜영 수상

### 박남옥 영화상
- 헬멧 - 원 수상
- 아시아 단편경선
- 사과 - 김민숙
- 빨간 나비 - 유지원
- 생리해서 좋은 날 - 김미진
- 가리베가스 - 김선민
- 감추어진 진실 - 시모노보 슈코
- 빛과 동전 - 정승희
- 루나 - 프란시스 마리 라쿠에스타
- 마네킹 - 황선숙
- 인간적으로 정이 안 가는 인간 - 손원평
- 종이로 만든 아이 - 청 푸이쓰
- 부업이 좋은 이유 - 유재옥
- 빨간 매니큐어 - 권지연
- 흡년 - 김상현 외1명
- 싱가폴 걸 - 황 리앤
- 흡연 모녀 - 유은정
- 숙자야 - 김다영
- 호랑이 프로젝트 - 이지행
- 길은 가면, 뒤에 있다 - 이수경

### 새로운 물결
- 명예 살인 - 아이페르 에르귄
- 파랑새 - 마이케 더 용
- 꿈꾸는 카메라 - 사창가에서 태어나 - 자나 브리스키 외1명
- 나비 - 얀 얀 막
- CQ2 - 캐럴 로리
- 발레 교습소 - 변영주
- 나만의 숲 - 마렌 아데
- 노래하는 그릿지 할머니 - 오데뜨 헬덴헤이스
- 쿠난디 - 아폴린 트라오레
- 원래, 여성은 태양이었다 - 신여성의 퍼스트 송 - 김소영
- 데브라 윙거를 찾아서 - 로잔나 아퀘트
- 결혼 선고 - 아낫 주리아
- 엄마를 위한 노래 - 엘리사벳 크로노폴로
- 여와 남 - 마니아 악바리
- 베일 속의 작가 도미니크 오리 - 폴라 라파포트
- 예스 - 샐리 포터
- 아코디온 - 미쉘 크누아
- 시민 랑이 - 장혜원
- 개와 고양이의 이상한 동거 - 시리 멜키아
- 위대한 마라토너 글렌 - 애나 엘란드슨
- 그루비 걸즈 - 잉가 샛레
- 리베르 탱고 - 박은지
- 메리 크리스마스 펠릭스! - 이자벨라 리벤 외1명
- 신생 악몽 - 안느 엘베달 외1명
- 춘몽 - 심정민
- 폭풍의 밤 - 미셸 르미외
- 걱정하지 마 - 마리아 트로바텐
- 팀 톰 - 크리스텔 뿌조아즈 외1명
- 얼음 속의 여자 - 알라 슈리코바

### 영페미니스트 포럼
- 너를 사랑해? - 리사 고닉
- 걱정마, 그건 지나갈 거야 - 세실리아 넹-폴크
- 소녀 블루스 - 안나 뤼프
- 아찔한 십대 - 케이트 쇼트랜드
- 아마존의 후예 - 안나 멀킨
- 플라밍고 - 난나 훌맨
- 프렌치 키스 - 안네케 더 린드 반 베인하르던
- 헬멧 - 원
- 소녀백서 - 줄리 애커렛 외1명
- 톰보이 - 쾌걸유혼 - 줄리 애커렛 외1명
- 워킹 걸 - 코린 스튀비

### 여성영상공동체
- 끔찍하게 정상적인 - 셀레스타 데이비스
- 고속도로 창녀들 - 미스텔 브라베
- 마마상 - Remember Me This Way - 김일란 외1명
- 베일 속의 성매매 - 나히드 페르손
- 밤의 요정들의 이야기 - 쇼히니 고쉬
- 빈곤의 벽 앞에 서 있는 여성가장들에 대한 보고서 - 이옥선
- 여자와 돈에 관한 이야기 - 이현정
- 공창묵시록 - 차이 충룽
- 생명구원 식초 - 탈성매매 여성들의 목소리 - 젱 지타

### 감독 특별전
- 사랑 게임 - 베라 치틸로바
- 천장 - 베라 치틸로바
- 데이지즈 - 베라 치틸로바
- 무언가 다른 것 - 베라 치틸로바
- 올가미 - 베라 치틸로바
- 베라 히틸로바의 초상 - 야스미나 블라제비치

### 특별전
- 헤자르 - 한단 이펙치
- 비열한 반려자 - 빌게 올가치
- 분열 - 카난 게레데
- 아일라와 팬티 스타킹 - 빌한 데린
- '어리석은' 어머니들 - 아이페르 에르귄
- 고원의 여인들 - 예심 우스타오글루
- 타자의 목소리: 터키 여성영화의 선구자들 - 누란 바예르

### 회고전
- 그 여자의 죄가 아니다 - 신상옥
- 성춘향 - 신상옥
- 친정 어머니 - 김기덕
- 어느 여배우의 고백 - 김수용